# Wat Khema Phirataram

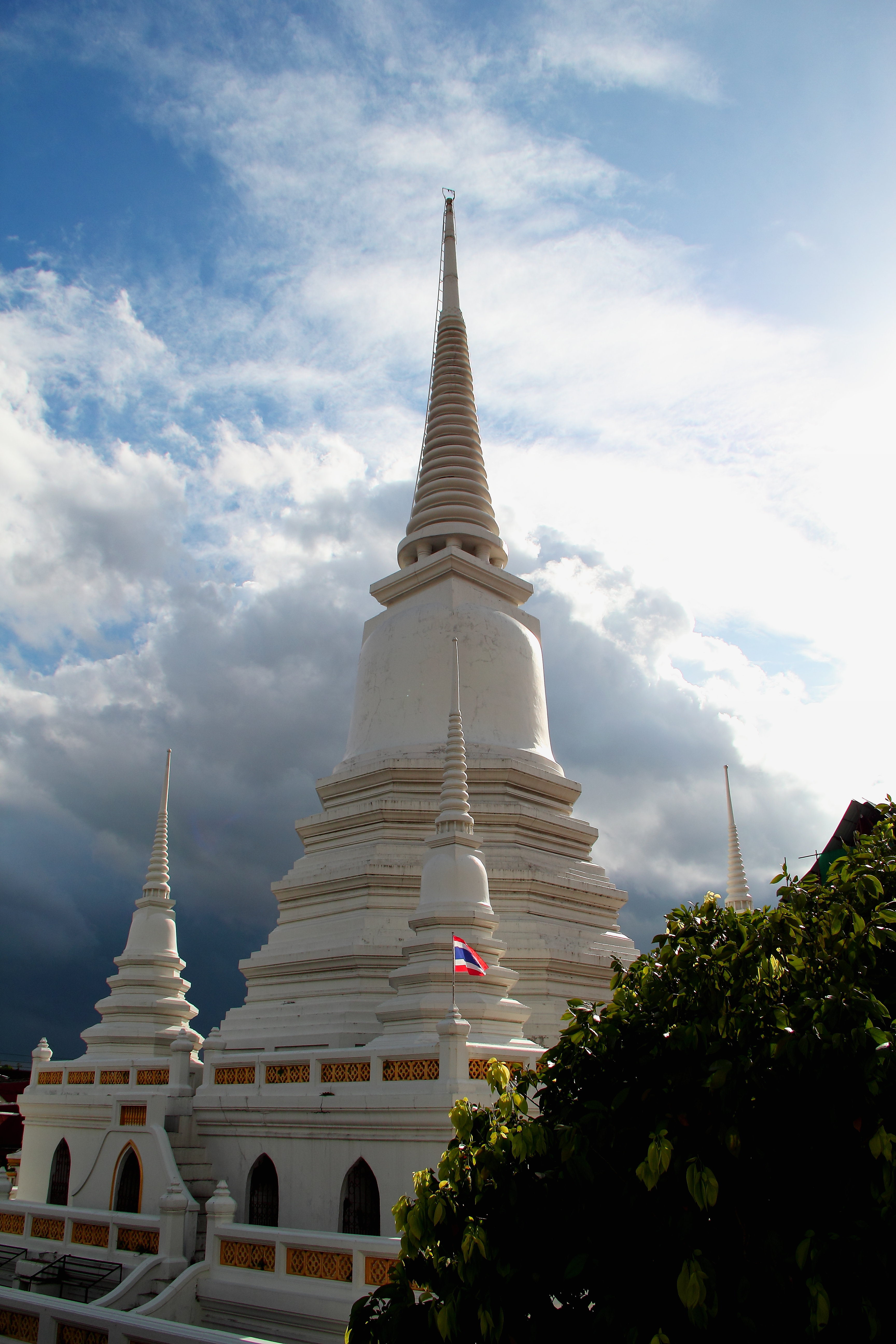
Wat Khema Phirataram (2013)

Der Wat Khema Phirataram (vollständiger Name Wat Khema Phirataram Ratcha Worawihan, thailändisch วัดเขมาภิรตารามราชวรวิหาร) ist eine buddhistische Tempelanlage (Wat) im Landkreis Mueang Nonthaburi der Provinz Nonthaburi in Zentralthailand.

## Lage
Der Wat Khema Phirataram liegt am Ostufer des Mae Nam Chao Phraya (Chao-Phraya-Fluss) im Tambon Suan Yai der Stadt Nonthaburi an der Phibulsongkhram-Straße. Das Tempelgelände ist etwas mehr als 4 ha groß.
König Prasat Thong (reg. 1629–1655) ließ südlich von Wat Thai Mueang einen Kanal graben, der am Wat Khema Phirataram endete. Nach der Vollendung des neuen Kanals änderte der Chao Phraya seinen Lauf, den er bis heute beibehalten hat. Dessen Nachfolger, König Narai (reg. 1655–1688), entschied jedoch, dass der Kanal möglichen Gegnern den Weg zur Hauptstadt Ayutthaya ebnete und ordnete den Bau einer Festung am Kanal an.

## Baugeschichte
Der Wat Khema Phirataram wurde bereits zur Zeit des Königreichs Ayutthaya erbaut und unter den Königen Phra Phutthaloetla (Rama II.), als er auch den Namen Wat Khema erhielt, und Mongkut (Rama IV.) renoviert, der ihm schließlich den heute verwendeten Namen gab.

## Sehenswürdigkeiten
Folgende Sehenswürdigkeiten befinden sich im Bereich des Wat Khema Phirataram.
- der zentrale Chedi hinter dem Ubosot (Phra Maha Chedi) beherbergt eine Reliquie des Buddha,
- im Ubosot, der Ordinationshalle, steht ein Buddha-Bildnis aus der Ayutthaya-Zeit, die aus dem Chandra-Kasem-Palast in Ayutthaya stammen,
- die beiden Wihan, Phra Tamnak Daeng und Phra Thinang Monthien.